# Ейсър Предатор
Ейсър Предатор е серия геймърски компютри с футуристичен дизайн на тайванския хардуерен производител Ейсър. Пусната е през 2008 г., допълнена и обновена през септември 2015 година. Дизайнът е вдъхновен главно от имперската архитектура на „Междузвездни войни“ в комбинация на ситската.

## Продукти

### Лаптопи
- Predator 15
- Predator 17
- Predator 17 X
- Predator 21 X – най-големият и най-тежкият лаптоп в света[1]
- Predator Helios 300
- Predator Triton 700

### Настолни компютри
- Predator G1
- Predator G3
- Predator G6

### Таблет
- Predator 8

### Монитори
- Predator X34
- Predator Z35
- Predator XB1
- Predator Z1
- Predator XB2
- Predator X27

### Прожектори
- Predator Z650
- Predator Z850